# Platanthera angustata
Platanthera angustata är en orkidéart som först beskrevs av Carl Ludwig von Blume, och fick sitt nu gällande namn av John Lindley. Platanthera angustata ingår i släktet nattvioler, och familjen orkidéer. Inga underarter finns listade i Catalogue of Life.